# Атлетика на Летњим олимпијским играма 1896 — маратон за мушкарце
Маратон за мушкарце био је једна од атлетских дисциплина на Олимпијским играма 1896.. Траса трке била је 40 км. Одржан је 10. априла.
Такмичари су превезени у село Маратон дан пре трке 9. априла 1896. Тамо су преспавали под контролом посебног тима из организације Игара. Не постоји листа учесника, али изгледа да је од 18 пријављених стартало њих 17. На старту је било 13 Грка, и по један учесник из Аустралије, Француске, Мађарске и САД. Аустралијанац Едвин Теди Флек је победио у финалу на 800 м, истог дана кад је отпутовао у Маратон! У трци на 1.500 м одржаној два дана раније, још три маратонца заузели су прва три места - поново Едвин Теди Флек, Артур Блејк и Албен Лермизио. Међу странцима само Мађар Ђула Келнер је до тада истрчао маратонску трку. Квалификациону трку на 40 км у Будимпешти завршио је за 3 сата.
Тркачи су заузели места у четири реда те је уследио кратки патриотски говор на грчком језику, а затим је тркач Лагоудакис, студент медицине, који је говорио француски, завршио коментаром на француском.
Након завршених формалности у 14 часова овог прохладног, али сунчаног поподнева, знаком пуцњем трка је почела. Кише и хладно време данима пре трке слегли су прашину на стази, која би иначе сметала тркачима. Сваком такмичару било је дозвољено да има једног помагача са стране за време трке.
Страни тркачи су у почетку преузели вођство. Лермизио је диктирао темпо у првој половини стазе. У селу Пикерми на 20. километру водио је Лермизио пред Флеком и Келнером. Први грчки тркачи били су Јоанис Лаврентис и Илиас Кафетзис, али они су испали из игре. Овде је наводно Спиридон Луис попио пуну чашу вина из гостионице у селу, питао гледаоце ко је испред њега и самоуверено предвидео да ће он победити.
На 25. километру у селу Харвати становници су направили лук преко улице у знак поздрава тркачима, а водећег су окитили круном од лишћа као симбол потенцијалне победе. Ово је очито било прерано, јер је Албен Лермизио скупо платио прерани брзи старт и остали су га почели сустизати. Након изласка из села морао је стати на једној стрмини, где је морао на масажу. Ово је омогућило Флеку да преузме вођство, а Лермизио се није опоравио да би могао да настави трку и завршио је у амбулантним колима.
Луис је коначно стигао Василакоса, неко време су трчали заједно, а кад је Василакос почео успоравати, Луис је наставио сам. На 34. км је сустигао и Флека, а затим је до 36. км Луис био око 20 корака испред. За то време Келнер је избио на треће место, а Белокас необично свеж, дошао је на пето место.
Мало изван села Амбелокипи на 37. км, Луис је узео пар кришки наранче од своје девојке која га је чекала крај стазе да га охрабри. Затим је убрзао, а то му је олакшала и лагана низбрдица, а остали га нису пратили. Убрзо након тога, Флек је морао одустати. Кад је Луис улазио у Атину, пуцањ из пиштоља је најавио његов долазак.
У међувремену на стадиону, нико није знао да ли је трка почела на време, није се знало време водећег, па његов долазак није могао бити процењен. На срећу у току је било такмичење у скоку мотком, што је одржавало пажњу пуног стадиона. Немачки бициклиста Аугуст фон Гедрих, који ће два дана касније бити други у бициклистичком маратону, стигао је с вешћу да Флек води. Вест је изазвала уздах на стадиону. Коначно је на коњу стигао сам стартер и пожурио према краљевској ложи и краљу Ђорђу I с вешћу да заправо води Луис. На нову вест маса је урлала од одушевљења. Пажња је прешла на улаз у стадион како би ухватили тренутак уласка победника. Био је то Спиридон Луис са бројем 17.
Не постоје илустрације унутрашњости стадиона које би приказивале циљну линију или траку, али извештај каже да је на крају стадиона била преко стазе развучена трака. Принц престолонаследник Константин и принц Ђорђе трчали су крај Луиса кроз стадион. Луис се зауставио код места где је седео краљ и поклонио се, док је оркестар свирао грчку химну.
Луис је завршио трку за 2:58,50, а 7 минута и 13 секунди касније у стадион је ушао Харилаос Василакос (3:06,03) и поново је настало одушевљење. Ова разлика у времену победника и другопласираног остаје као највећа у историји олимпијских маратона. Одмах након његовог финиша у стадион су ушли Спиридон Белокас и Ђула Келнер који су у циљ ушли са само 5 секунди разлике. Коначно су стигли и осталих 6 који су завршили трку, а последњи Сократис 1 сат после победника, значи само мало испод 4 сата. Након потврде да нема више тркача на стази, наставило се такмичење у скоку мотком које је привремено било прекинуто.
Луиса су увели у тунел који је водио у простор за опоравак. Тражио је шољицу кафе уз напомену да се брзо хлади на таквој умереној температури. Док је довршавао своју другу шољицу кафе, краљица Олга и остали чланови краљевске породице дошли су да му честитају. Краљица га је загрлила и пољубила у чело, али кад га је узела за руку, зачудила се како је рапава. Наводно му је, кад је чула да је обичан радник, дала прстење са својих руку.
Келнер је убрзо након завршетка трке уложио жалбу уз отптужбу да се Белокас део трке возио у колима. Престолонаследник је рекао принцу Ђорђу да истражи и открије детаље. Резултати нису објављени у службеном извештају са маратона, али је Белокас заиста дисквалификован, а Келнер проглашен трећим.

## Резултати
| Место | Атлетичар                    | Време           |
| ----- | ---------------------------- | --------------- |
|       | Спиридон Луис Грчка          | 2:58:50         |
|       | Карилаос Василакос Грчка     | 3:06:03         |
|       | Ђула Келнер Мађарска         | 3:06:35         |
| 4     | Јоанис Вретос Грчка          | непознат        |
| 5     | Eleitherios Папасимеон Грчка | Непознат        |
| 6     | Димитриос Делијанис Грчка    | Непознат        |
| 7     | Евангелос Геракарис Грчка    | Непознат        |
| 8     | Стаматиос Масоурис Грчка     | Непознат        |
| 9     | Сократис Лагудакис Француска | Непознат        |
| –     | Едвин Теди Флек Аустралија   | одустао (37 км) |
| –     | Албен Лермизио Француска     | одустао (32 км) |
| –     | Јоанис Лаврентис Грчка       | одустао (24 км) |
| –     | Јоргос Григориу Грчка        | одустао (24 км) |
| –     | Артур Блејк САД              | одустао (23 км) |
| –     | Илијас Кафецис Грчка         | одустао (9 км)  |
| –     | Димитриос Христопулос Грчка  | одустао         |
| ДКВ   | Спиридон Белокас Грчка       | 3:06:30         |

### Биланс Првог олимпијског маратона
- Време одржавања: 10. април (29. марта по јулијанском календару) 1896. (14,00 h)
- Стаза: Маратон — Атина
- Дужина: 40 км
- Време: Прохладно и сунчано
- Број учесника:

Стартовало: 17 (13 Грка и 4 странца)
Завршило: 10 (укључујући једног који је дисквалификован)
- Време победника: 2 сата 58 минута 50 секунди
- Земаља учесница: 5
- Екипни пласман: 1. Грчка 7 бодова (1+2+4)